# Tour de Romandía 1949
La 3.ª edición del Tour de Romandía se disputó del 12 de mayo al 15 de mayo de 1949 con un recorrido de 860 km dividido en 5 etapas, con inicio y fin en Ginebra.
El vencedor fue el italiano Gino Bartali, ganador entre otras del Tour de Francia del año anterior, cubriendo la prueba a una velocidad media de 34,3 km/h.

## Etapas[1]
| Etapa | Recorrido                | Km  | Ganador      |
| 1.ªa  | Ginebra-Thonon les Bains | 56  | Gino Bartali |
| 1.ªb  | Thonon les Bains-Sion    | 146 | Gino Bartali |
| 2.ª   | Sion-Porrentruy          | 265 | Gino Bartali |
| 3.ª   | Porrentruy-Payerne       | 178 | Hugo Koblet  |
| 4.ª   | Payerne-Ginebra          | 215 | Jean Brun    |

## Clasificaciones
Así quedaron los diez primeros de la clasificación general de la segunda edición del Tour de Romandía
| \| 1. \| Gino Bartali \| Italia \| 25h00'41" \| \| \| 2. \| Ferdi Kübler \| Suiza \| + 1'24" \| \| \| 3. \| Settimio Simonini \| Italia \| + 4'55" \| \| \| 4. \| Fritz Schaer \| Suiza \| + 5'39" \| \| \| 5. \| Jean Brun \| Suiza \| + 9'06" \| \| \| 6. \| Charles Guyot \| Suiza \| + 11'14" \| \| \| 7. \| Jean Goldschmidt \| Luxemburgo \| + 11'57" \| \| \| 8. \| Jean "Bim" Diederich \| Luxemburgo \| + 13'39" \| \| \| 9. \| Léon Jomaux \| Bélgica \| + 13'46" \| \| \| 10. \| Edouard Fachleitner \| Francia \| + 14'14" \| \| |                      |            |           |  |
| 1. | Gino Bartali         | Italia     | 25h00'41" |  |
| 2. | Ferdi Kübler         | Suiza      | + 1'24"   |  |
| 3. | Settimio Simonini    | Italia     | + 4'55"   |  |
| 4. | Fritz Schaer         | Suiza      | + 5'39"   |  |
| 5. | Jean Brun            | Suiza      | + 9'06"   |  |
| 6. | Charles Guyot        | Suiza      | + 11'14"  |  |
| 7. | Jean Goldschmidt     | Luxemburgo | + 11'57"  |  |
| 8. | Jean "Bim" Diederich | Luxemburgo | + 13'39"  |  |
| 9. | Léon Jomaux          | Bélgica    | + 13'46"  |  |
| 10. | Edouard Fachleitner  | Francia    | + 14'14"  |  |